# Tatzelwurm
El Tatzelwurm, también conocido como Stollenwurm, es un semidragón muy conocido en los Alpes bávaros, austríacos y suizos. Es una bestia reptil con forma de serpiente de 1,2 a 1,5 m de longitud, con dos patas delanteras claramente visibles (rara vez han visto las traseras). Este semidragón tiene un aspecto bastante parecido con un lindworm. Normalmente se describe con cabeza de gato y que puede saltar largas distancias. Un día, en el verano de 1921, en Hochfilzen, al sur de Austria, según se dice, un tatzewurm con cabeza de felino saltó sobre un pastor y un cazador furtivo; ambos hombres salieron corriendo totalmente horrorizados.[cita requerida]
El tatzelwurm era el emblema del grupo de aviación 1/JG 3 de la Luftwaffe , y más tarde del grupo II/JG 1.

## Otros semidragones
- Lindworm
- Fafnir
- Wyvern
- Serpiente marina
- Leviatán